# Evangelische Stadtkirche (Offenburg)

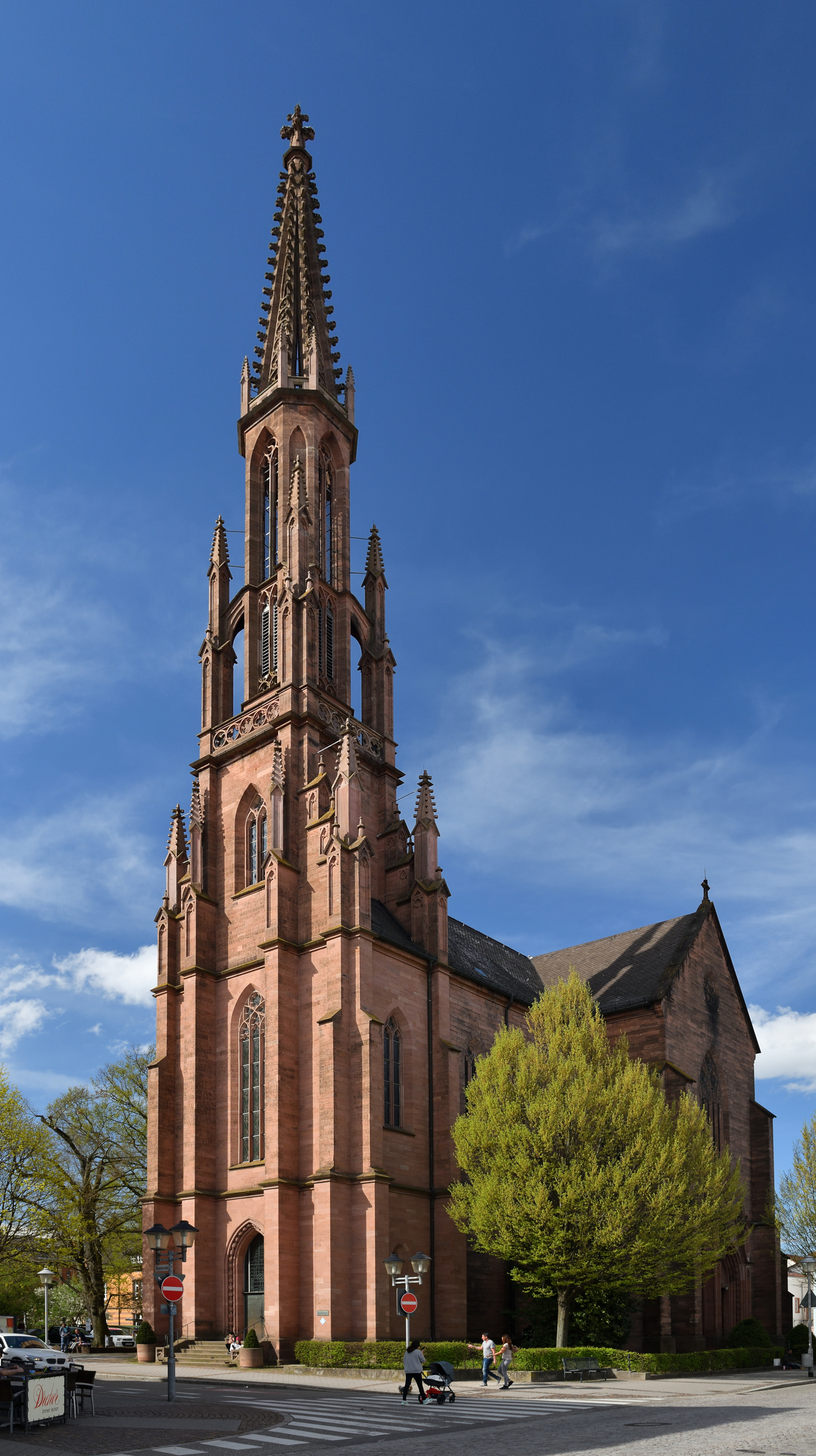
Evangelische Stadtkirche

Die Evangelische Stadtkirche ist eine neugotische Kirche im Norden von Offenburg. Der Kirchturm prägt das Stadtbild von Offenburg. Die Stadtkirche ist die Pfarrkirche der gleichnamigen Evangelischen Stadtkirchengemeinde Offenburg.

## Geschichte
Die Pläne der Kirche wurden von Jakob Friedrich Eisenlohr entwickelt, aber nach dessen Tod 1855 durch Eduard Hermann wesentlich abgeändert. Der Bau begann 1857 und wurde nach Hermanns Tod 1860 durch Baurat Ludwig Arnold schließlich 1864 zu Ende gebracht und die Kirche am 25. August eingeweiht. Die Baukosten lagen bei 175.000 Mark, die teilweise durch den Gustav-Adolf-Verein aufgebracht worden waren.
Einige Fialen wurden am 8. März 1886 durch einen Sturm beschädigt, durchschlugen das Dach des Langschiffs und beschädigten das Gestühl. Im Zweiten Weltkrieg wurden einige Fialen und Kirchenfenster im Chor zerstört.
Von 1960 bis 1963 wurde die Kirche umgebaut und die Empore vergrößert, indem die Orgel angehoben wurde. Am Umbau wirkten die Künstler Harry MacLean und Hayno Focken mit.
Am 5. Januar 2024 fand in der Evangelischen Stadtkirche der Trauergottesdienst für Wolfgang Schäuble statt.